# Jahrein
Vous pouvez aider à l'améliorer ou bien discuter des problèmes sur sa page de discussion.
- Il ne cite pas suffisamment ses sources. Vous pouvez indiquer les passages à sourcer avec {{référence nécessaire}} ou {{Référence souhaitée}}, et inclure les références utiles en les liant aux notes de bas de page. (Marqué depuis décembre 2024)
- Son texte doit être wikifié : il ne correspond pas à la mise en forme Wikipédia (style, typographie, liens internes, liens entre les wikis, etc.). (Marqué depuis décembre 2024)
- La traduction doit être revue. Le contenu est difficilement compréhensible à cause d’erreurs de traduction, peut-être dues à l’utilisation d’un logiciel de traduction automatique. (Marqué depuis décembre 2024)
- Il est orphelin : moins de trois articles lui sont liés. Aidez à ajouter des liens en plaçant le code [[Jahrein]] dans les articles relatifs au sujet. (Marqué depuis décembre 2024)

- Archive Wikiwix
- Bing
- Cairn
- DuckDuckGo
- E. Universalis
- Gallica
- Google
- G. Books
- G. News
- G. Scholar
- Persée
- Qwant
- (zh) Baidu
- (ru) Yandex
- (wd) trouver des œuvres sur Wikidata

Ahmet Sonuç (né le 29 novembre 1988), mieux connu sous le nom de Jahrein(Prononciation Allemande: /ˈjaːʁaɪn/), est une célébrité Internet Turque, un diffuseur Internet et un commentateur politique.
Jahrein a commencé sa carrière de diffuseur en ligne en 2011 sur Justin.tv et a continué jusqu'à la fermeture de la plateforme en 2013. Par la suite, il a poursuivi son activité de streaming sur Twitch, qui est considéré comme le successeur de Justin.tv. En 2021, il a contribué à révéler le scandale des "Bits Twitch" et a rejoint "Le Mouvement pour un Twitch Propre. En raison de l'inaction face à ce scandale, il a cessé temporairement d'utiliser Twitch pour diffuser ses contenus, optant pour YouTube, puis pour Nimo TV. En août 2022, il a annoncé son retour sur Twitch. En 2024, il a migré vers une nouvelle plateforme de diffusion appelée  Kick. Par ailleurs, depuis 2012, il partage des vidéos de jeux sur YouTube.
En dehors de sa carrière de joueur et de diffuseur, Jahrein est également connu pour ses commentaires sur des sujets politiques. Lors des Élections législatives turques de 2023, il a annoncé qu'il se présenterait en tant que candidat indépendant, mais il a renoncé en 2022. En mai 2021, il a invité Kemal Kılıçdaroğlu, alors chef du principal parti d'opposition, lors d'un de ses streams. En juin 2021, il a également reçu Ali Babacan, président du Parti de la Démocratie et du Progrès (DEVA). Plus tard, il a annoncé qu'il allait fonder un parti politique officiel, mais a finalement abandonné ce projet.
Jahrein a eu des disputes sur les réseaux sociaux avec des personnalités politiques comme Ömer Faruk Gergerlioğlu, Sera Kadıgil et, une fois de plus, Kılıçdaroğlu, ce qui a conduit à des poursuites judiciaires. Le 13 septembre 2024, il a été arrêté pour "obscénité" en raison de déclarations faites lors d'un live en 2023 et emprisonné. Il a été libéré le 14 octobre 2024 et acquitté le 6 novembre 2024.

## Biographie

### Jeunesse et éducation
Ahmet Sonuç est né en 1988 à Istanbul. Son père, d'origine Chypriote Turc, est gynécologue, et sa mère, originaire de Burdur, est infirmière. Il a fait ses études primaires à Karabük, puis sa famille a déménagé à Antalya pendant ses années de collège. Après avoir terminé ses études secondaires au Lycée Anatolien d'Antalya, il s'est installé en Allemagne.
Pendant ses années d'études en Allemagne, Ahmet Sonuç a consacré plus de temps à jouer à des jeux qu'à ses études. Il a d'abord commencé à créer des vidéos sur YouTube, puis s'est lancé dans le streaming sur Twitch, entamant ainsi sa carrière sur Internet. Après avoir abandonné ses études à la dernière année de l'université, il a déménagé en Pologne et a commencé à travailler chez G2A.

### Retour en Turquie
En 2018, il a remporté le prix du meilleur diffuseur lors des Oyunun Yıldızları Ödülleri (Les Étoiles du Jeu). Par la suite, il est retourné en Turquie et s'est installé à Antalya.

### L'équipe Rekkitz
Il a créé une équipe de diffuseurs appelée Rekkitz. L'équipe Rekkitz produit du contenu sur les lives et les podcasts. En 2022, des tensions sont apparues avec ses meilleurs amis au sein de l'équipe, et ils se sont séparés.

### Initiative politique
Lors d'un live Twitch en avril 2021, Sonuç a annoncé qu'il se présenterait comme candidat indépendant lors des Élections législatives turques de 2023. Le 22 mai 2021, lors d'un autre live, il a invité Kemal Kılıçdaroğlu, le président du Parti républicain du peuple (CHP). L'interview a abordé des sujets tels que la jeunesse, Internet en Turquie, l'éducation, les travaux scientifiques et les vidéos de Sedat Peker. Le live a été regardé par plus de 300 000 personnes en temps réel, devenant ainsi la première diffusion en ligne d'un leader de parti politique dans l'histoire d'Internet. Après l'interview avec Kılıçdaroğlu, Sonuç a annoncé qu'il avait été convoqué pour donner une déposition. Le 12 juin 2021, il a accueilli Ali Babacan, président du Parti de la Démocratie et du Progrès (DEVA), lors d'un autre live.
En 2022, Jahrein a annoncé qu'il renonçait à sa candidature pour les élections législatives. Peu de temps après, lors d'une diffusion en direct, il a déclaré qu'il fonderait un parti politique officiel appelé "Parti des météores qui ont tué les dinosaures".

### Contenu Youtube
En novembre 2023, Jahrein a commencé à produire du contenu divertissant en réel sur sa chaîne YouTube, qu'il a lancée en diffusant des vidéos.

## Vie privée
Après son retour en Turquie, Jahrein s'est marié avec Selin Sonuç le 5 octobre 2019. De cette union, ils ont eu un fils nommé Bora Emir le 17 mars 2023. Il a déclaré avoir adopté la croyance déiste.

## Discussions

### Enquête sur une loterie pirate
En janvier 2021, Sonuç et d'autres célébrités de l'internet ont été soumis à une enquête administrative et judiciaire pour avoir organisé des tirages au sort par des moyens non officiels.

### Polémique sur le jeu d'Erzurum
Le jeu vidéo Erzurum a été critiqué par Ahmet Sonuç et d'autres streamers, Turgut Uç et Batu Bozkan, en raison de sa ressemblance avec le jeu The Long Dark et de l'impression qu'il n'avait pas reçu suffisamment d'efforts de développement. Le 22 février 2021, Sonuç a laissé un commentaire sarcastique sur Steam, affirmant qu'il n'aimait pas le jeu et ne le recommandait pas, en disant qu'il ne voulait "Pas gagner un centime" avec ce jeu, puis l'a retourné. En réponse, le développeur du jeu a accusé Sonuç sur Steam d'être "Le maître des toxiques" et a suggéré que ses abonnés pouvaient également retourner le jeu s'ils le souhaitaient. Un autre streamer, Tuna Akşen, a indiqué que les critiques de Sonuç et des personnes similaires incitaient d'autres à agir de manière provocatrice. La controverse a divisé les réseaux sociaux en deux camps.

### Description de Jérusalem
En avril 2021, A Haber a publié une vidéo sur YouTube intitulée "Déclaration scandaleuse de Jahrein", en coupant un commentaire ironique de Sonuç concernant les événements survenus à Jérusalem. Réagissant à la vidéo, Sonuç a ensuite annoncé qu'il avait fait retirer la vidéo de YouTube.

### Scandale des bits Twitch
En octobre 2021, des documents de 125 Go ont été divulgués, affirmant qu'environ 10 millions de dollars avaient été blanchis via Twitch. Le 2 novembre 2021, Sonuç a été convoqué pour témoigner concernant les accusations de blanchiment d'argent. Sonuç a déclaré : "Je n'ai pas été à l'origine de la fuite des fichiers, mais en raison de mon accès, j'ai permis à plus de gens d'y avoir accès. C'est pour cette raison qu'ils ont voulu que je témoigne. Il ne faut pas qu'il y ait de malentendu."
Après ce scandale, Sonuç, à la fin de 2021, a rompu son contrat avec Twitch et a continué ses émissions sur Nimo TV à partir de janvier 2022, avant de migrer vers la plateforme YouTube. Le 31 août 2022, lors d'un live, il a annoncé qu'il reviendrait sur Twitch.

### Les déclarations de Deniz Baykal sur sa paralysie
Ahmet Sonuç a imité l'état paralysé de l'ex-homme politique Deniz Baykal lors d'un live sur sa propre chaîne Twitch. Cet incident a provoqué une réaction de la part des médias grand public, des réseaux sociaux et de l'opinion publique.

### Affaire Kemal Kılıçdaroğlu
Le 14 juillet 2023, Kemal Kılıçdaroğlu a intenté une action en dommages et intérêts de 200 000 lires contre Jahrein pour des accusations d'insultes à son égard. De plus, le 14 septembre 2023, il a intenté une autre action en dommages et intérêts, cette fois pour une demande de 300 000 lires. Le processus de la demande totale de 500 000 lires de dommages et intérêts est toujours en cours. À la suite de ces actions, le procureur général d'Ankara a rédigé une inculpation contre Jahrein pour "insulte à un fonctionnaire public". Après l'ouverture de l'affaire, Jahrein a demandé que l'émission qu'il avait faite avec Kemal Kılıçdaroğlu en 2021 sous le nom de KKHA soit retirée de YouTube, car elle avait été publiée sans autorisation sur la chaîne YouTube de Kılıçdaroğlu. Dans une de ses émissions, il a déclaré qu'il pourrait porter l'affaire jusqu'à la Cour européenne des droits de l'homme s'il perdait. Kemal Kılıçdaroğlu, en raison d'une insulte dans un post du 4 août 2023, a gagné 20 000 lires de la demande de dommages et intérêts de 600 000 lires qu'il avait déposée, le 27 mars 2024. Jahrein a annoncé qu'il ferait appel de la décision concernant la perte des 20 000 lires.

### Son arrestation
En 2023, Sonuç a été arrêté sous l'accusation d'avoir commis le crime d'obscénité, prévu par l'article 226 du Code pénal turc, en raison de ses propos tenus lors d'une émission en direct. Le 12 septembre 2024, Sonuç a été placé en garde à vue, puis le 13 septembre 2024, il a été arrêté par le juge d'instruction et envoyé en prison. Il a été libéré le 14 octobre 2024. Le 6 novembre 2024, il a été acquitté.

## Prix et nominations
| Année | Organisation   | Catégorie                              | Conclusion | Source |
| ----- | -------------- | -------------------------------------- | ---------- | ------ |
| 2019  | Étoiles du jeu | Diffuseur masculin de l'année          | Il a gagné |        |
| 2020  | Étoiles du jeu | Diffuseur masculin de l'année          | Nomination |        |
| 2020  | Étoiles du jeu | Différents éditeurs de jeux de l'année | Nomination |        |
| 2023  | Palme d'Or     | Meilleur streamer Twitch de l'année    | Il a gagné |        |

## Filmographie

### Film
| Année | Titre       | Rôle       |
| ----- | ----------- | ---------- |
| 2019  | Monde libre | Murat Hodj |